# Buntaufbau
Der Buntaufbau ist eine Möglichkeit des Bildaufbaus im Mehrfarbdruck.

## Dreifarbendruck mit Buntaufbau

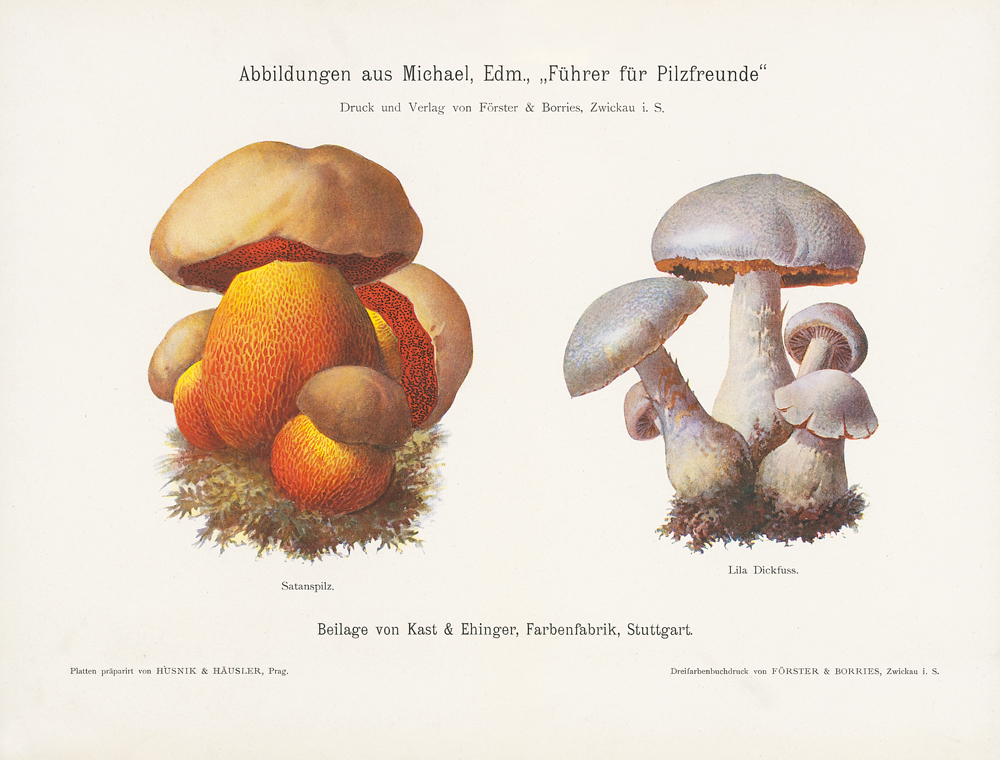
Dreifarbenbuchdruck: Abbildung aus Edmund Michaels „Führer für Pilzfreunde“ mit erstmals im Dreifarbendruck hergestellten Illustrationen

Der Dreifarbendruck funktioniert wie die Buntfotografie nach dem Gesetz der subtraktiven Farbmischung. Sämtliche Unbuntwerte im Bild entstehen dadurch, dass sich Teilmengen der bunten Druckfarben CMY gegenseitig neutralisieren und Unbuntwerte bilden. Dabei müssen die Druckfarben so aufeinander abgestimmt sein, dass etwa gleiche Teilmengen zu neutralen Unbuntwerten führen. Dann erfüllen sie die Graubedingungen.
Das erste Buch in Dreifarbendruck (ein im Dreifarbenverfahren illustriertes Buch) wurde 1895 durch die Druckerei Förster & Borries in Zwickau hergestellt.

## Vierfarbendruck mit Buntaufbau (UCR)
Im Vierfarbendruck wird die Druckfarbe Schwarz prinzipiell zum Drucken der Schriften eingesetzt. Da sie also im Prozess ohnehin vorhanden ist, benutzt man sie, um die neutralen Bildtiefen zu verstärken, also dunkler zu machen und um die Durchzeichnung des Bildes in den dunklen Tertiärfarben zu verbessern. Im klassischen Vierfarbendruck wurde dazu für die Druckfarbe Schwarz ein so genannter Skelettfarbauszug hergestellt, der in den dunkelsten Stellen etwa 50 % bis 60 % geometrische Flächendeckung des Rasters aufwies.
Da durch den Übereinanderdruck der vier Farbschichten CMYK an einer schwarzen Bildstelle bei dieser klassischen Methode bis zu 360 % geometrische Flächendeckung entstehen können, ist man dazu übergegangen, nur in den dunklen Bildtiefen Teilmengen der bunten Druckfarben dadurch zu ersetzen, dass man die Flächendeckung der schwarzen Druckfarbe entsprechend erhöhte. Diese Methode wurde Unterfarbenreduktion (engl. Under Color Removal, UCR) genannt, ein eigentlich unsinniger Begriff, der aus dem US-Amerikanischen übernommen wurde, sich aber trotzdem eingebürgert hat.
Durch die große Farbmenge, die an jeder Bildstelle durch das Übereinanderliegen der vier Farbschichten vorhanden sein kann, gibt es beim konventionellen Vierfarbendruck enorme Probleme mit der Farbannahme und der Trocknung in den schnell laufenden Druckmaschinen. Und es wird die teure bunte Druckfarbe vergeudet, um daraus die Unbuntwerte entstehen zu lassen.
Gelegentlich findet man anstelle des Begriffes Unbuntaufbau auch den Begriff Schwarzaufbau.